# Tetraka bru
El tetraka bru (Oxylabes madagascariensis) és una espècie d'ocell de la família dels bernièrids (Bernièrids) i única espècie del gènere Oxylabes (Sharpe, 1870).

## Hàbitat i distribució
Habita el sotabosc de la selva humida de les terres baixes fdel nord-oest i est de Madagascar.